# Oncidium sceptrum
Oncidium sceptrum är en orkidéart som först beskrevs av Heinrich Gustav Reichenbach och Josef Ritter von Rawicz Warszewicz, och fick sitt nu gällande namn av Mark W. Chase och Norris Hagan Williams. Oncidium sceptrum ingår i släktet Oncidium och familjen orkidéer. Utöver nominatformen finns också underarten O. s. sceptrum.